# Winter-Paralympics 2026

Die XIV. Winter-Paralympics (italienisch Giochi paralimpici invernali del 2026) sollen in den italienischen Städten Mailand und Cortina d’Ampezzo ausgetragen werden. Die Paralympics sind das wichtigste sportliche Großereignis für Menschen mit körperlicher Behinderung und werden voraussichtlich im Anschluss an die Olympischen Winterspiele 2026 vom 6. bis 15. März 2026 stattfinden.
Der Vertrag der Austragungsländer mit dem Internationalen Olympischen Komitee (IOC) besagt, dass auch die Paralympics am selben Austragungsort wie die jeweiligen Olympischen Spiele ausgetragen werden.

## Vergabe
Am 24. Juni 2019 erhielt die italienische Bewerbung von Mailand und Cortina d’Ampezzo den Zuschlag für die die Austragung der Winterspiele des Jahres 2026, ebenso wie die Paralympics und setzte sich somit gegen Mitbewerber Stockholm gemeinsam mit Are durch.

## Entwicklung und Vorbereitung

### Wettbewerbsstandorte
| Stadt   | Sportanlagen                                       | Sport                                                                                         |
| ------- | -------------------------------------------------- | --------------------------------------------------------------------------------------------- |
| Mailand | Milano Santagiulia Ice hockey Arena                | - Para ice Hockey                                                                             |
| Cortina | Olimpia delle Tofane, Stadio olimpico del ghiaccio | - Para alpines Skifahren - Para Snowboard - Curling im Rollstuhl - Olympia-Abschlusszeremonie |
| Tesero  | Langlauf- und Biathlonzentrum Fabio Canal          | - Para Biathlon - Paralympisches Langlaufen                                                   |
| Verona  | Arena von Verona                                   | - Olympia-Eröffnungsfeier                                                                     |

## Sportarten
Bei den Winter-Paralympics in Mailand und Cortina werden 79 Wettbewerbe, aufgeteilt auf 6 Sportarten, abgehalten. Im Rollstuhlcurling wird ein Mixed-Doubles-Turnier hinzugefügt. Insgesamt werden 30 Wettkämpfe im Ski alpin stattgefunden, 20 im Skilanglauf, 18 im Biathlon, acht im Snowboardfahren, zwei im Rollstuhlcurling und einer im Para-Eishockey stattfinden. Damit werden 35 Frauen-, 39 Männerwettbewerbe sowie fünf gemischtgeschlechtliche Wettkämpfe stattfinden.
Legende zum nachfolgend dargestellten Wettkampfprogramm:

Letzte Spalte: Gesamtanzahl der Entscheidungen in den einzelnen Sportarten
| Eröffnung               |    |    |    |    |    |    |     |     |     |     |     |     |        |
| Biathlon                |    |    |    | 6  |    |    | 6   |     |     | 6   |     |     | 18     |
| Rollstuhlcurling        |    |    |    |    |    |    |     | 1   |     |     | 1   |     | 2      |
| Para-Eishockey          |    |    |    |    |    |    |     |     |     |     |     | 1   | 1      |
| Ski Alpin               |    |    |    | 6  |    | 6  | 6   |     | 3   | 3   | 3   | 3   | 30     |
| Skilanglauf             |    |    |    |    | 6  |    |     | 6   |     |     | 2   | 6   | 20     |
| Snowboard               |    |    |    |    | 4  |    |     |     |     |     | 4   |     | 8      |
| Abschluss               |    |    |    |    |    |    |     |     |     |     |     |     |        |
| Medaillenentscheidungen |    |    |    | 12 | 10 | 6  | 12  | 7   | 3   | 9   | 10  | 10  | 79     |
|                         | Mi | Do | Fr | Sa | So | Mo | Di  | Mi  | Do  | Fr  | Sa  | So  | Gesamt |
| März                    | 4. | 5. | 6. | 7. | 8. | 9. | 10. | 11. | 12. | 13. | 14. | 15. |        |